# Штефан Анатолій Валерійович
Анатóлій Валéрійович Штéфан (нар. Запорізька область) — український військовослужбовець, блогер, журналіст, полковник Збройних сил України. Відомий під позивним «Штірліц».

## Життєпис
Народився в Запорізькій області.
Закінчив Харківський інститут танкових військ (2004) та Національний університет оборони України імені Івана Черняховського (2020).
З 2004 до 2015 року проходив військову службу у складі 72-ї окремої механізованої бригади імені Чорних Запорожців. З 2014 року — учасник російсько-української війни. 2016—2017 — у 53-ї окремій механізованій бригаді імені князя Володимира Мономаха, що дислокувалась в Луганській області, де обіймав посаду заступника командира батальйону. З 2017 року — офіцер Генерального штабу ЗСУ.
Станом на січень 2021 року мав 19,1 тисячі підписників в Instagram. У 2019 і у 2020 роках входив до рейтингу ICTV «ТОП-100 блогерів України». 2021 року Штефан також посів перше місце у категорії «Крим та Донбас» рейтингу 100 кращих блогерів України від ICTV. Крім того, 2021 року Штефана було включено до рейтингу найвпливовіших людей Київщини за 2021 рік.

## Нагороди та відзнаки
- Орден Богдана Хмельницького III ступеня (3 травня 2022) — за особисту мужність і самовіддані дії, виявлені у захисті державного суверенітету та територіальної цілісності України, вірність військовій присязі[6].
- Премія Кабінету Міністрів України за особливі досягнення молоді у розбудові України (18 червні 2009)[7]
- Нагрудний знак «За військову доблесть»[2]
- Знак народної пошани — медаль «За відвагу» (19 грудня 2016)[8]
- Нагрудний знак «За заслуги перед містом» (Біла Церква, 2018)[9]